# 유척 (갈괴후)
유척(劉戚, ? ~ 기원전 114년)은 전한 중기의 제후로, 치천의왕의 손자이다.

## 생애
원수 4년(기원전 119년), 아버지 유관의 뒤를 이어 갈괴후(葛魁侯)에 봉해졌다.
원정 3년(기원전 114년), 죄를 지어 기시되고 봉국은 폐지되었다. 《사기》와 《한서》에 기록된 죄목이 다른데, 사기에서는 살인을 저질렀기 때문이라고, 한서에서는 가리(家吏)를 공갈하여 뇌물을 뜯어냈기 때문이라고 한다.

## 출전
- 사마천, 《사기》 권21 건원이래왕자후자연표
- 반고, 《한서》 권15상 왕자후표 上

| 선대 아버지 갈괴절후 유관 | 전한의 갈괴후 기원전 119년 ~ 기원전 114년 | 후대 (봉국 폐지) |